# Wulijimuren
Wulijimuren (kinesiska: 乌力吉木仁, 乌力吉木仁苏木) är en socken i Kina. Den ligger i den autonoma regionen Inre Mongoliet, i den norra delen av landet, omkring 830 kilometer nordost om regionhuvudstaden Hohhot. Antalet invånare är 15366. Befolkningen består av 7 528 kvinnor och 7 838 män. Barn under 15 år utgör 16,0 %, vuxna 15-64 år 78 %, och äldre över 65 år 5,0 %.
Genomsnittlig årsnederbörd är 513 millimeter. Den regnigaste månaden är juli, med i genomsnitt 128 mm nederbörd, och den torraste är januari, med 3 mm nederbörd.